# 1960
1960 (MCMLX) byl rok, který dle gregoriánského kalendáře započal pátkem.

## Události
Automatický abecedně řazený seznam viz Kategorie:Události roku 1960

### Československo
- 27. března – Byla namíchána první Kofola.
- 4. dubna – Při příležitosti 15. výročí osvobození Rudou armádou byl v Bratislavě odhalen pomník padlým sovětským vojákům na Slavíně.
- 11. dubna – V Národním shromáždění byl přijat Zákon o územním členění státu č. 36/1960 Sb. Podstatou zákona bylo nové územně-správní uspořádání Československa. Vzniklo 11 nových krajů (vč. hlavního města Prahy), které se dále členily 108 okresů a obce. Počet okresů i obcí se oproti původnímu územnímu uspořádání z roku 1949 výrazně snížil. Nové uspořádání začalo fungovat po volbách do Národních výborů (12. června) s platností od 1. července.
- 9. května – U příležitosti 15. výročí osvobození Československa vyhlásil prezident Antonín Novotný amnestii a bylo propuštěno 5 601 politických vězňů.[1]
- 25. května – V souladu s probíhajícími administrativně-správními změnami vstoupil v platnost nový zákon o národních výborech.
- 8. června – V Opatovicích nad Labem byla za účasti prezidenta republiky Antonína Novotného předána do provozu nová tepelná elektrárna.
- 12. června – Konaly se všeobecné volby do Národního shromáždění a do všech stupňů národních výborů.
- 23. června – 3. července – Na Strahovském stadionu v Praze se konala II. československá celostátní spartakiáda, které se zúčastnilo na 750 000 cvičenců.
- 5.–7. července – Na celostátní konferenci KSČ bylo prohlášeno dosažení cíle – vybudování socialismu v Československu.
- 11. července – Byla přijata nová Ústava Československé socialistické republiky – tzv. „socialistická“ ústava, která reagovala na společenské změny dosažené od února 1948. Název státu byl změněn na Československou socialistickou republiku (ČSSR). Ve čtvrtém článku této ústavy byla zakotvena vedoucí úloha KSČ ve společnosti.
- 6. září – Připojením poslední obce – Zlatá Baňa v okrese Prešov, ve Východoslovenském kraji, byla dokončena elektrifikace Československa.
- 11. září – Na druhém Mezinárodním strojírenském veletrhu v Brně byl představen prototyp tramvaje Tatra T3, která se stala nejpočetnějším tramvajovým vozem na světě.
- 23. září – Při požáru v dole Nosek v Tuchlovicích na Kladensku zahynulo 20 horníků.[2]
- 26. září – V Chebu se konala manifestace proti západoněmeckému revanšismu a na podporu mírových návrhů Sovětského svazu.
- 29. září – Uzavřením koryta Vltavy na 1 den bylo zahájeno napouštění vznikající vodní nádrže Orlík.
- 7. října – první vzlet Zlín Z-35
- 14. listopadu – Při největší železniční nehodě v Česku zemřelo u Stéblové na Pardubicku 118 lidí a 110 jich bylo zraněno.
- 16.–17. listopadu – Schválen zákon o třetí pětiletce na léta 1961–1965.
- 11. prosince – Začal ničivý sesuv v Handlové, který pokračoval až do května 1961 a bylo zničeno 150 domů, silnice, vodovod a vedení vysokého napětí.
- Zahájeno vysílání FM rozhlasu.
- Do divadla Semafor přišla Eva Pilarová.
- Karel Gott odešel z ČKD a profesionálně se začal věnovat zpěvu.
- Jan Werich poprvé vydal své Fimfárum, vzdal se také vedení divadla ABC.
- Natočeny filmy Vyšší princip, Dařbuján a Pandrhola a Robot Emil.
- Na pražské DAMU absolvovali herci Jan Přeučil, Jana Hlaváčová, Milena Dvorská a režisér Jan Kačer.
- Spisovatel František Hrubín byl jmenován zasloužilým umělcem.
- Československá televize se přestěhovala na Kavčí hory.
- Vznikl Festival filmů pro děti a mládež ve Zlíně.

### Svět
- 1. ledna – 28. listopadu – Nezávislost získala řada zemí afrického kontinentu. Rok 1960 je někdy označován za „rok Afriky“. Samostatnými státy se staly Kamerun (1. ledna), Togo (27. dubna), Nigérie (1. května), Federace Mali (20. června), Madagaskar (28. června), Somálsko (1. července), Dahome (1. srpna), Niger (3. srpna), Horní Volta (15. srpna), Pobřeží slonoviny (7. srpna), Středoafrická republika (13. srpna), Konžská republika (15. srpna) Gabon (17. srpna), Mauretánie (28. listopadu).
- 23. ledna – Jacques Piccard a Don Walsh dosáhli v batyskafu Trieste nejhlubšího místa pozemských oceánů v Marianském příkopu.
- 8. února – Na hollywoodský chodník slávy byla položena první hvězda (herečce Joanne Woodwardové).
- 18.–28. února – V kalifornském Squaw Valley se konaly zimní olympijské hry.
- 29. února – Při zemětřesení v marockém městě Agádír zahynulo 12 000 lidí.
- 21. března – Protestní demonstrace černochů v JAR.
- 15. dubna – Byla vyhlášena ústava druhé korejské republiky.[3]
- 1. května – Nad územím SSSR nedaleko Sverdlovska byl sestřelen americký špionážní letoun Lockheed U-2. Pilot Francis Gary Powers byl zajat.
- 3. května – Vzniklo Evropské sdružení volného obchodu.
- 22. května
  - Velké chilské zemětřesení o síle 9,5 stupně Richterovy stupnice bylo dosud nejsilnějším zaznamenaným zemětřesením.
  - Vlna tsunami způsobila rozsáhlé škody na Havaji a Japonsku.
- 16. srpna – Kypr vyhlásil nezávislost.
- 20. srpna – Federace Mali se rozpadla na dva samostatné státy Mali a Senegal.
- 25. srpna–11. září – V Římě se konaly letní olympijské hry.
- 14. září – Vznikla Organizace zemí vyvážejících ropu (OPEC).
- 18.–25. září – V Římě se konala konala první Paralympiáda.
- 24. říjen – Na kosmodromu Bajkonur explodovala při pokusu o první start sovětská mezikontinentální balistická raketa R-16. Zahynulo 78 vojáků, techniků a vědců, včetně maršála Nedělina.
- 8. listopadu – V prezidentských volbách v USA zvítězil John Fitzgerald Kennedy nad Richardem Nixonem.
- 13. prosince – Byla uzavřena mezinárodní úmluva o spolupráci při zajišťování bezpečnosti letového provozu.
- Při povodni na řece Visle dosáhla hladina ve Varšavě výšky 7,87 metru.
- Hlavním městem Pákistánu se stal Islámábád místo dosavadního Karáčí.
- V Číně byla na Žluté řece postavena přehrada San-men-sia, tj. Tři brány.
- Byly natočeny filmy Sedm statečných, Psycho či Spartakus.
- Byla vynalezena minisukně.

### Probíhající události
- 1954–1962 Alžírská válka
- 1955–1972 První súdánská občanská válka
- 1955–1975 Válka ve Vietnamu

## Vědy a umění
- 13. únor – Na Sahaře Francouzi provedli první pokusný jaderný výbuch bomby Gerboise Bleue a Francie se stala čtvrtou zemí vlastnící jaderné zbraně.[4]
- 15. květen – Byl vypuštěn Sputnik 4, následován 19. srpna Sputnikem 5 se dvěma psy na palubě (psi se šťastně vrátili na Zemi).
- 16. květen – Theodore H. Maiman v USA poprvé předvedl funkční rubínový laser.
- 29. října – Premiéra československé filmové pohádky režiséra Jaroslava Macha Jak se Franta naučil bát
- 2. listopad – Soud osvobodil vydavatelství Penguin Books, který byl nařčen z vydávání pornografické knihy Milenec lady Chatterleyové od D. H. Lawrence.
- Přijata soustava SI.
- Založena skupina Spirituál kvintet.
- Nalezena mapa amerického ostrova Vinland, kterou zhotovili Vikingové.

## Nobelova cena
- Nobelova cena za fyziku – Donald Arthur Glaser
- Nobelova cena za chemii – Willard Libby
- Nobelova cena za fyziologii a lékařství – Sir Frank Macfarlane Burnet, Peter Brian Medawar
- Nobelova cena za literaturu – Saint-John Perse
- Nobelova cena za mír – Albert Lutuli

## Narození

### Česko

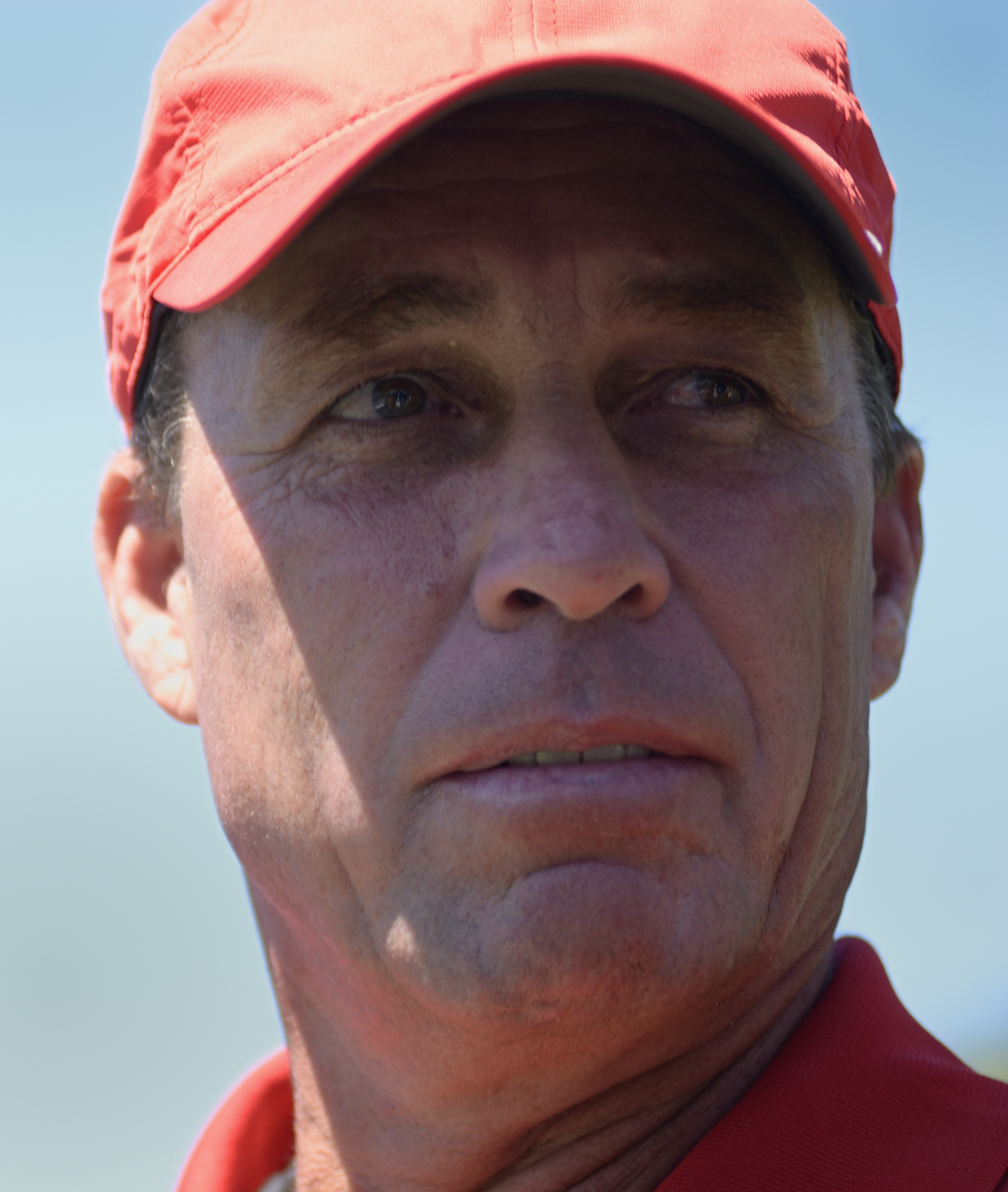
Ivan Lendl (* 7. března)

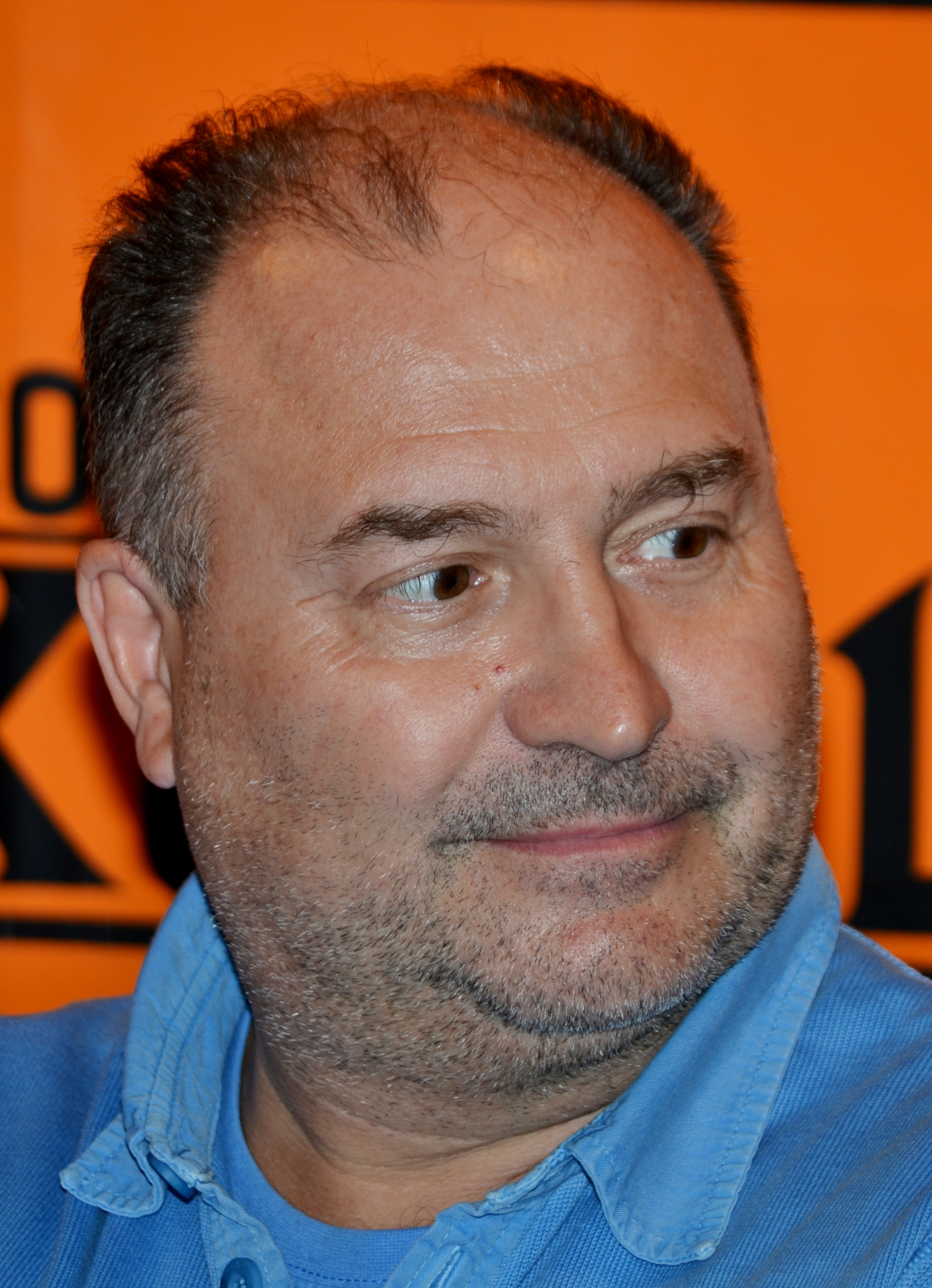
Michal David (* 14. července)

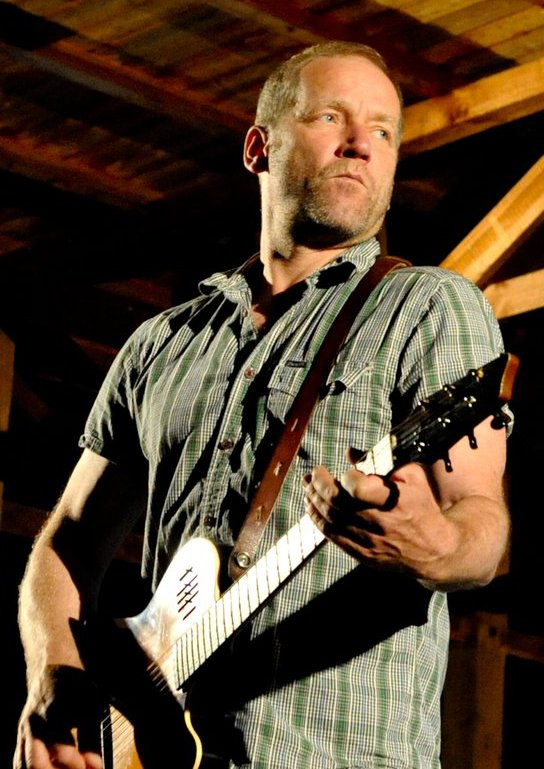
David Koller (* 27. září)

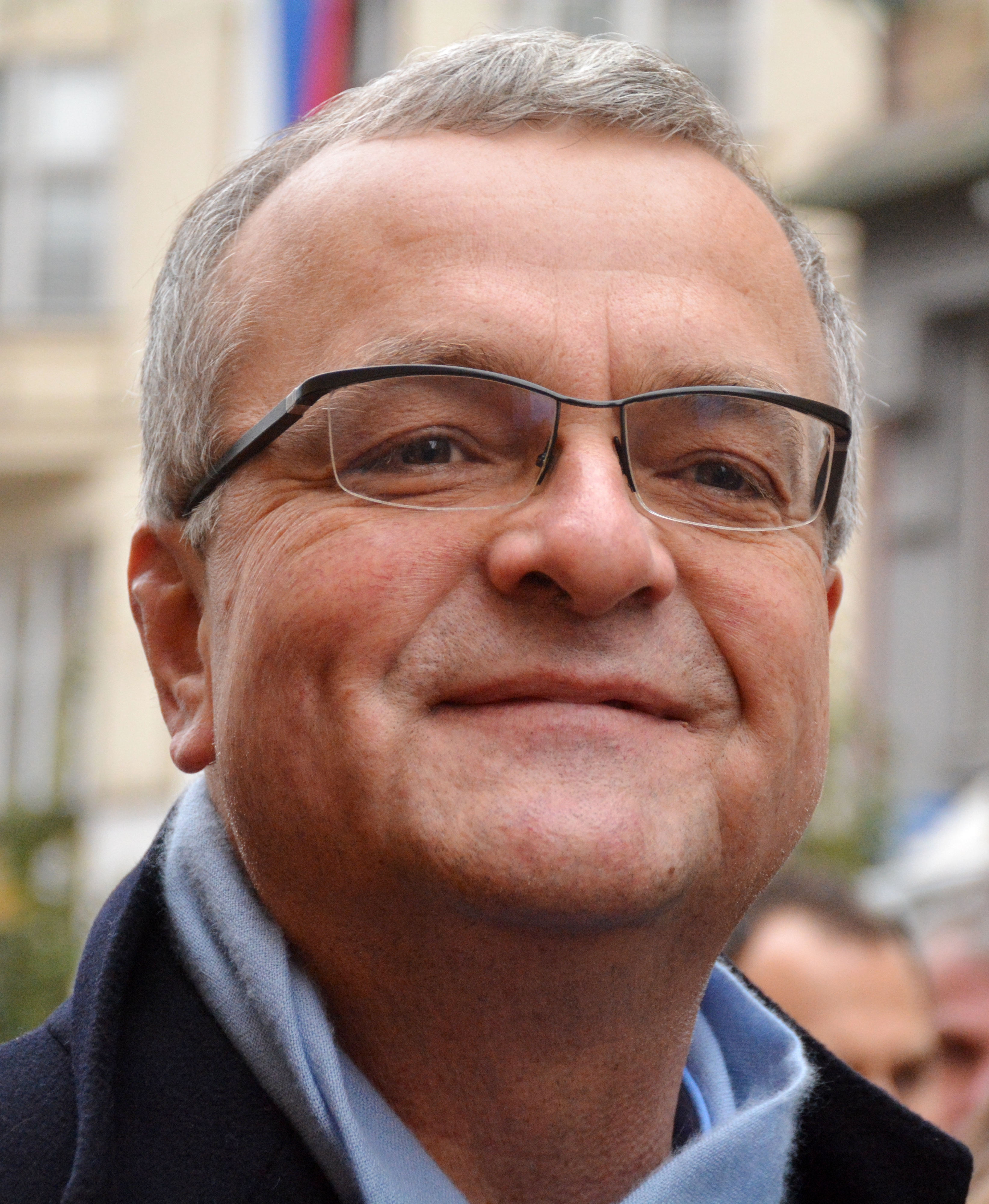
Miroslav Kalousek (* 17. prosince)

- 01. ledna – Pavlína Moskalyková Solo, televizní scenáristka a režisérka
- 07. ledna – Liběna Séquardtová, hobojistka
- 09. ledna – Michal Peprník, amerikanista a profesor americké literatury
- 10. ledna – Jaroslav Nejezchleba, rockový violoncellista, baskytarista, zpěvák a houslista
- 12. ledna – Martin Nezval, spisovatel
- 16. ledna – Zdeněk Zdeněk, jazzový pianista a skladatel
- 21. ledna – Dana Gálová, překladatelka z maďarštiny
- 26. ledna – Tomáš Juřička, herec
- 28. ledna – Irena Pavlásková, režisérka, scenáristka a producentka
- 30. ledna – Václav Marhoul, scenárista, režisér, herec
- 02. února
  - Ondřej Kryštof Kolář, historik a numizmatik
  - Věra Martinová, zpěvačka a kytaristka
- 06. února – Miroslav Toman, prezident Agrární komory ČR
- 09. února
  - Jiří Trávníček, literární teoretik, historik a kritik
  - Jan Haubert, básník, spisovatel, textař a zpěvák
- 10. února – Renata Sabongui, tanečnice a pedagožka
- 12. února – Markéta Fišerová, herečka
- 13. února – Michal Huvar, spisovatel
- 15. února – Lenka Halamová, folková zpěvačka, kytaristka, skladatelka
- 21. února – Václav Umlauf, filosof, teolog a publicista
- 22. února – Luděk Galuška, archeolog, byzantolog a publicista
- 25. února – Michal Gabriel, sochař
- 27. února – Ondřej Němec, fotograf
- 29. února – Markéta Hejkalová, spisovatelka
- 07. března – Ivan Lendl, tenista
- 10. března – Vladimír Piskoř, překladatel z finštiny, ruštiny a angličtiny
- 13. března – František Laudát, politik
- 27. března – Renata Vesecká, nejvyšší státní zástupkyně ČR
- 13. dubna – Michal Pixa, kytarista a zpěvák
- 14. dubna – Jaroslav Peška, archeolog
- 20. dubna
  - Petr Kvíčala, malíř a pedagog
  - Ludvík Vébr, veslař-kormidelník, bronz na OH
- 21. dubna – Petr Rak, archivář a historik
- 22. dubna – J. H. Krchovský, básník
- 23. dubna – Petr Sepeši, zpěvák († 29. července 1985)
- 25. dubna – Jiří Schwarz, ekonom
- 26. dubna – Milan Cieslar, filmový a televizní režisér
- 28. dubna – František Dohnal, politik, prezident Nejvyššího kontrolního úřadu († 10. srpna 2013)
- 05. května – Marek Vašut, herec
- 10. května
  - Miroslav Hajn, tanečník a taneční pedagog († 28. září 2015)
  - Tereza Pokorná, herečka a tanečnice
- 11. května
  - Jan Drnek, spisovatel a politik
  - Karel Altman, historik a etnolog
- 14. května – Jiří Šigut, konceptuální fotograf a umělec
- 16. května – Hanuš Bartoň, hudební skladatel a klavírista
- 22. května – Václav Podestát, fotograf
- 23. května – Michal Kaňka, violoncellista
- 24. května – Petr Tatíček, hokejový obránce a trenér
- 29. května – Rudy Linka, jazzový kytarista
- 01. června – Jan Mládek, ministr průmyslu a obchodu ČR
- 04. června – Zdeněk Kůs, rektor Technické univerzity v Liberci
- 10. června – Zdeněk Mahdal, herec
- 16. června – Přemysl Haas, textař a autor hudby
- 17. června – Karel Mach, politik
- 20. června – Ilona Svobodová, herečka
- 26. června – Milena Kolářová, politička
- 28. června
  - Petr Pazdera Payne, spisovatel
  - Karel Cudlín, fotograf
- 02. července – Světlana Nálepková, herečka
- 03. července – Remigius Machura, koulař
- 05. července – Jindra Nečasová, hudební skladatelka
- 11. července – Vladimír Darjanin, režizér, generální ředitel České filharmonie
- 14. července – Michal David, zpěvák, skladatel a hudební podnikatel.
- 18. července – Stanislav Novotný, policejní prezident, zakladatel Úřadu pro dokumentaci a vyšetřování zločinů StB
- 24. července – Pavel Smetana, malíř
- 28. července – Otakáro Schmidt, režisér, scenárista, moderátor, herec, tanečník
- 29. července – Jindřich Panský, stolní tenista
- 31. července – Iva Budařová, tenistka
- 05. srpna
  - Tomáš Hoskovec, jazykovědec
  - Vladimír Šlechta, spisovatel, science-fiction
- 08. srpna
  - Barbora Dlouhá, herečka, animátorka a režisérka
  - Petr Urban, sportovec (sáňkař), reprezentant, kreslíř a ilustrátor
- 10. srpna
  - Pavel Linhart, režisér, producent, scenárista, kameraman († 27. prosince 2011)
  - Miloš Vystrčil, hejtman Kraje Vysočina
- 16. srpna – Juraj Chmiel, diplomat, politik a afrikanista
- 20. srpna – Štěpán Hájek, evangelický farář a písničkář undergroundu
- 25. srpna – Jan Borna, divadelní režisér a básník († 16. ledna 2017)
- 26. srpna – Jiří Šneberger, politik
- 27. srpna – Libor Jan, historik
- 28. srpna – Magdalena Wagnerová, spisovatelka
- 30. srpna – Aleš Bárta, varhaník
- 31. srpna – Jiří Štourač, malíř
- 05. září – Jiří Mayer, hematolog a onkolog, děkan Lékařské fakulty Masarykovy univerzity
- 08. září – Olga Skalická, parašutistka
- 16. září – Michal Cihlář, výtvarník
- 21. září – Miroslav Varga, střelec, olympijský vítěz
- 26. září – Adriana Krnáčová, primátorka hlavního města Prahy
- 27. září – David Koller, rockový zpěvák, skladatel a bubeník
- 09. října – Petr Štengl, spisovatel
- 16. října – Jiří Rusnok, předseda úřednické vlády České republiky
- 18. října – Petr Konvalinka, rektor ČVUT v Praze
- 19. října – Zdeněk Tůma, ekonom, guvernér České národní banky
- 25. října – Pavel Helebrand, hudební skladatel
- 28. října – Ivana Andrlová, herečka
- 05. listopadu – Lumír Poláček, archeolog
- 6. listopadu – Ivo Žďárek, diplomat († 20. září 2008)
- 8. listopadu – Petr Nikl, malíř, hudebník, fotograf a divadelník
- 16. listopadu – Lešek Wronka, česko-polský hudební producent, skladatel, režisér a scenárista
- 17. listopadu – Sanča Fülle, sinoložka a spisovatelka
- 20. listopadu – Miloš Kužvart, geolog a politik, ministr životního prostředí
- 25. listopadu – Pavel Řežábek, ekonom
- 30. listopadu – Rostislav Stach, fotograf
- 07. prosince – Karel Malík, hudebník, skladatel, textař a básník
- 08. prosince – Jaroslav Svěcený, houslový virtuóz
- 17. prosince
  - Jaromír Dulava, herec
  - Miroslav Kalousek, politik, ministr financí
- 20. prosince – Jiří Víšek, fotograf
- 21. prosince – Ivan Jakubec, historik
- 22. prosince – Václav Daněk, fotbalista
- 28. prosince – Jiří Komorous, policista
- neznámé datum – Jiří Fajt, generální ředitel Národní galerie

### Svět

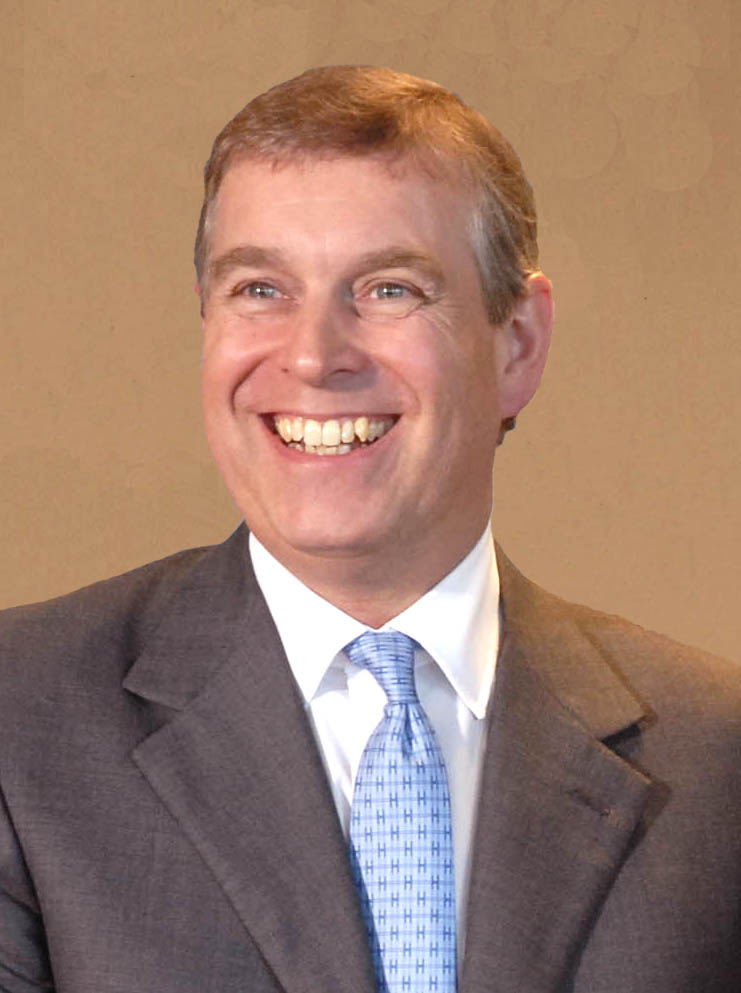
Andrew, vévoda z Yorku (* 19. února)

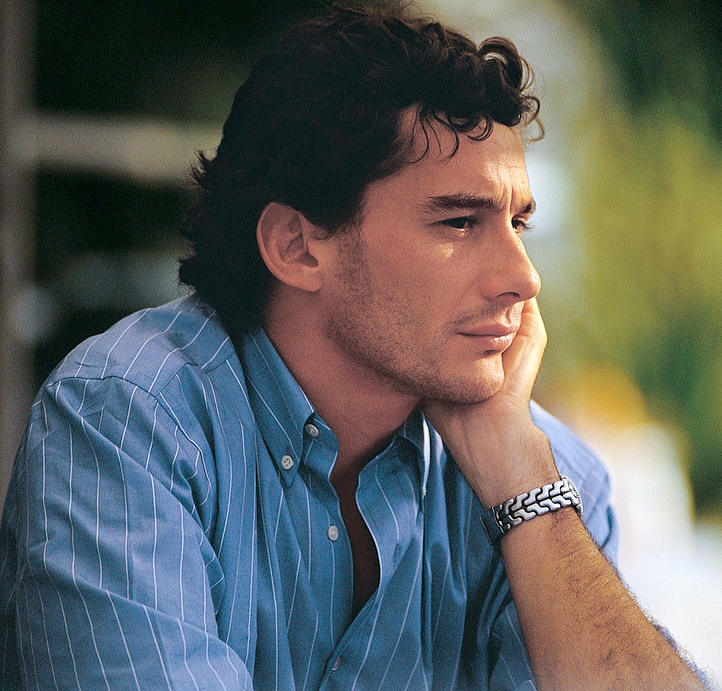
Ayrton Senna (* 21. března)

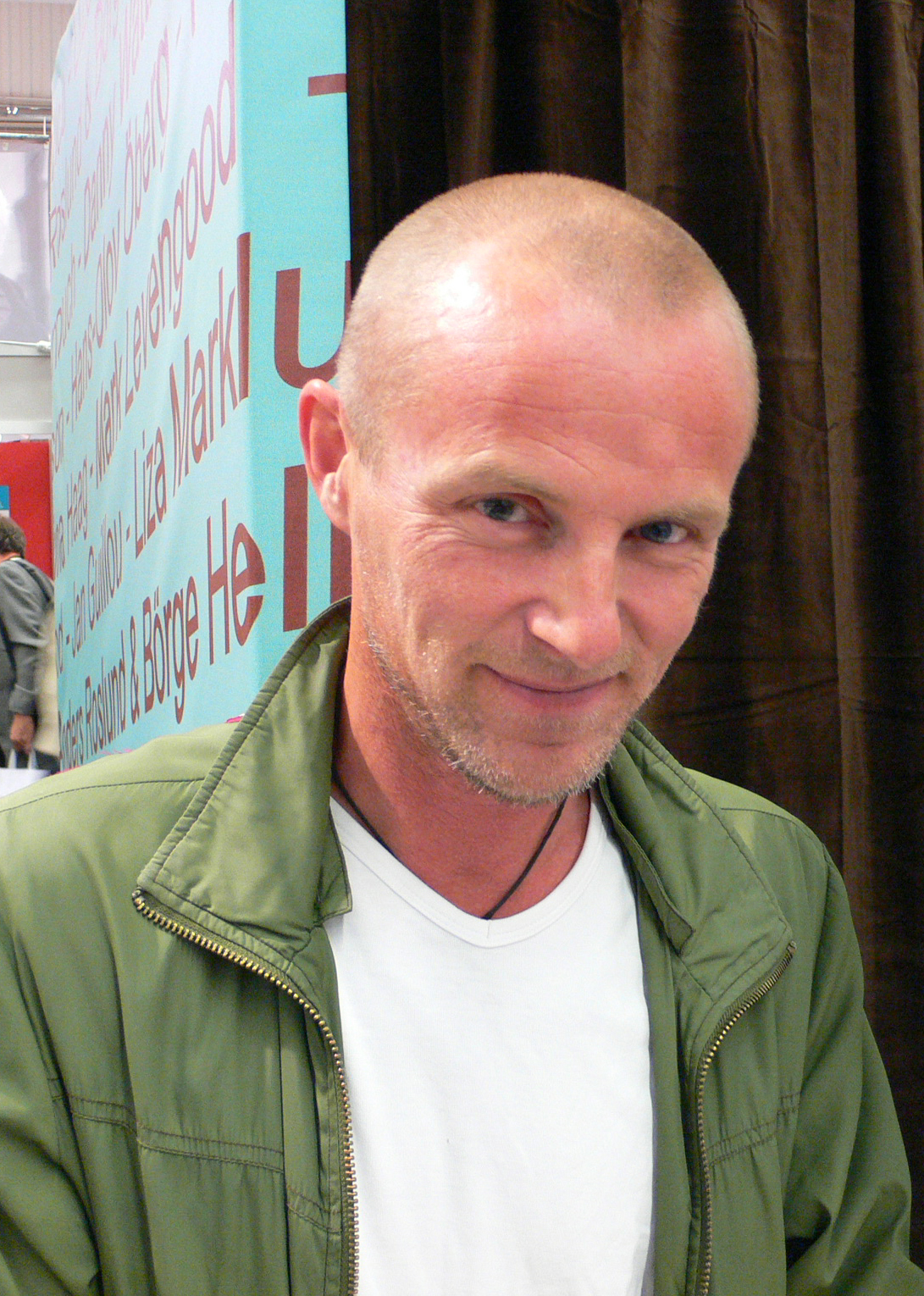
Jo Nesbø (* 29. března)

- 04. ledna – Michael Stipe, zpěvák americké rockové kapely R.E.M.
- 06. ledna
  - Nigella Lawson, britská novinářka
  - Andrea Thompsonová, americká herečka a novinářka
- 08. ledna – Dave Weckl, americký jazzový bubeník
- 10. ledna
  - Brian Cowen, ministerský předseda Irské republiky
  - Claudia Loschová, německá olympijská vítězka ve vrhu koulí
- 13. ledna – Eric Betzig, americký fyzik, nositel Nobelovy ceny
- 17. ledna – Igor Nikolajev, ruský skladatel, textař a zpěvák
- 19. ledna – Al Joyner, americký atlet, olympijský vítěz v trojskoku
- 20. ledna – Scott Thunes, americký rockový baskytarista
- 22. ledna
  - Michael Hutchence, australský hudebník a zpěvák († 22. listopadu 1997)
  - Patricia Mazuyová, francouzská filmová režisérka
- 26. ledna – Valentin Jordanov, bulharský zápasník, olympijský vítěz
- 29. ledna – Greg Louganis, americký čtyřnásobný olympijský vítěz ve skocích do vody
- 31. ledna
  - Željko Šturanović, premiér Černé Hory († 3. června 2014)
  - Grant Morrison, skotský komiksový scenárista
- 04. února – Jenette Goldstein, americká herečka
- 05. února – Sanasar Oganisjan, sovětský zápasník, volnostylař, olympijský vítěz
- 06. února
  - Ed Banach, americký zápasník, olympijský vítěz 1984
  - Lou Banach, americký zápasník, olympijský vítěz 1985
- 07. února – James Spader, americký herec
- 08. února
  - Noynoy Aquino, prezident Filipín († 24. června 2021)
  - Suzanna Hamilton, britská herečka
  - Stuart Hamm, americký baskytarista
  - Dino Ciccarelli, kanadský hokejista
- 13. února – Pierluigi Collina, mezinárodní fotbalový rozhodčí
- 15. února – Bjørg Eva Jensenová, norská rychlobruslařka, olympijská vítězka
- 18. února – Paul Mazzolini, italský zpěvák
- 19. února
  - Andrew, vévoda z Yorku, druhý syn královny Alžběty II.
  - Leslie Ash, britská herečka
- 21. února – Plamen Orešarski, předseda vlády Bulharska
- 23. února
  - Gloria Thurn-Taxis, německá podnikatelka a manažerka
  - Naruhito, nejstarší syn císaře Akihita a císařovny Mičiko
- 26. února – Jaz Coleman, frontman britské post-punkové hudební skupiny Killing Joke
- 27. února
  - Andrés Gómez, ekvádorský tenista
  - Johnny Van Zant, americký zpěvák
- 29. února – Khaled, alžírský písničkář
- 02. března
  - Peter F. Hamilton, britský autor literatury science fiction
  - Debra Marshallová, americká herečka
- 04. března – Mykelti Williamson, americký herec
- 07. března
  - Jozef Chovanec, československý fotbalista a trenér
  - Doogie White, skotský zpěvák
- 08. března
  - Jeffrey Eugenides, americký spisovatel
  - Alfred Gusenbauer, rakouský spolkový kancléř
- 09. března – Elsa Cayatová, francouzská psychoanalytička, publicistka a psychiatrička († 7. ledna 2015)
- 13. března
  - Jurij Andruchovyč, ukrajinský spisovatel, překladatel, rockový hudebník
  - Adam Clayton, baskytarista irské hudební skupiny U2
  - Gal Rasche, rusko-rakouská dirigentka a pianistka
- 17. března – Cameron Thor, americký filmový herec
- 18. března – Richard Biggs, americký herec († 22. května 2004)
- 20. března – Benoît Duteurtre, francouzský spisovatel
- 21. března
  - Ayrton Senna, brazilský automobilový závodník a pilot Formule 1 († 1. května 1994)
  - Dominic Miller, britský rockový kytarista
- 24. března
  - Nena, německá zpěvačka a herečka
  - Tono Stano, slovenský fotograf
- 25. března
  - Peter Seisenbacher, rakouský judista, olympijský vítěz
  - Chad Wackerman, americký bubeník
- 26. března – Jennifer Grey, americká herečka
- 27. března – Štefan Skrúcaný, slovenský herec
- 28. března
  - Chris Barrie, britský herec
  - Éric-Emmanuel Schmitt, francouzský spisovatel, dramatik a režisér
- 29. března – Jo Nesbø, norský spisovatel a hudebník
- 31. března – Popa Chubby, americký bluesový zpěvák, kytarista a skladatel
- 01. dubna – Čchen Jüe-ling, čínská olympijská vítězka v chůzi na 10 kilometrů
- 02. dubna – Linford Christie, britský sprinter, olympijský vítěz
- 03. dubna
  - Arjen Lucassen, holandský kytarista, zpěvák, textař a skladatel
  - Erik Truffaz, francouzský jazzový trumpetista
- 04. dubna – Hugo Weaving, britský herec
- 06. dubna
  - Warren Haynes, americký zpěvák a kytarista
  - John Pizzarelli, americký jazzový kytarista
- 08. dubna – John Schneider, americký herec, režisér a country zpěvák
- 11. dubna – Jeremy Clarkson, anglický hlasatel, žurnalista a spisovatel
- 13. dubna
  - Olaf Ludwig, německý cyklista
  - Miro Švolík, slovenský fotograf
  - Michel Faber, skotský spisovatel nizozeského původu
- 14. dubna – Ján Franek, slovenský boxer, bronz na OH 1980
- 15. dubna
  - Pedro Delgado, španělský profesionální cyklista
  - Filip Belgický, král Belgičanů
- 19. dubna – Gregory Colbert, kanadský režisér a fotograf
- 20. dubna – Debbie Flintoff-King, australská olympijská vítězka na čtvrtce s překážkami
- 21. dubna – Julius Korir, keňský atlet, olympijský vítěz na 3000 m překážek
- 22. dubna
  - Mart Laar, premiér Estonska
  - Marek Ťapák, slovenský herec, scenárista, režisér, tanečník
- 28. dubna – Peter Pišťanek, slovenský spisovatel († 22. března 2015)
- 30. dubna – Beata Poźniak, polsko-americká herečka, režisérka, spisovatelka a malířka
- 02. května – Ďorge Ivanov, prezident Makedonie
- 03. května – Jaron Lanier, americký spisovatel, počítačový odborník a hudebník
- 04. května
  - Werner Faymann, spolkový kancléř Rakouska
  - Werner Fritsch, německý dramatik
- 06. května
  - Ivona Krajčovičová, slovenská herečka
  - Anne Parillaud, francouzská herečka
- 08. května
  - Arnaud de Gramont, francouzský fotograf
  - Pavol Višňovský, slovenský herec
- 10. května
  - Bono, zpěvák irské skupiny U2
  - Bruno Madinier, francouzský herec
  - Merlene Otteyová, slovinská atletka, sprinterka
- 11. května – Jürgen Schult, německý olympijský vítěz a světový rekordman v hodu diskem
- 13. května
  - David Stav, izraelský rabín
  - Amanda Eliaschová, americká básnířka a fotografka
- 14. května
  - Simonetta Sommarugaová, prezidentka Švýcarska
  - Barbara Włodarczyk, polská televizní novinářka a dokumentaristka
- 16. května
  - Miroslav Dvorský, slovenský operní pěvec-tenorista
  - Rosario Fiorello, italský zpěvák, bavič a moderátor
- 18. května – Yannick Noah, francouzský tenista
- 19. května – Daniel Glattauer, rakouský spisovatel
- 20. května – John Billingsley, americký herec
- 21. května
  - John O'Brien, americký spisovatel († 10. dubna 1994)
  - Vladimir Salnikov, ruský plavec, olympijský vítěz
  - Jeffrey Dahmer, americký sériový vrah, kanibal a nekrofil († 28. listopadu 1994)
- 22. května – Mykola Hejko, ukrajinský filmový režisér, scenárista a herec († 13. května 2009)
- 24. května
  - Guy Fletcher, člen britské rockové skupiny Dire Straits
  - Kristin Scott Thomas, britsko-francouzská herečka
- 25. května – Wallace Roney, americký jazzový trumpetista († 31. března 2020)
- 26. května – Romas Ubartas, litevský olympijský vítěz v hodu diskem
- 27. května – Alexander Thomas Kaliyanil, indický katolický duchovní
- 01. června – Vladimir Krutov, ruský hokejista
- 02. června
  - Olga Bondarenková, sovětská olympijská vítězka v běhu na 10 000 metrů
  - Ivan Mikloš, slovenský ekonom a politik
- 05. června – James Isaac, americký filmový režisér († 6. května 2012)
- 06. června – Steve Vai, americký kytarista, zpěvák, skladatel
- 07. června
  - Radu Duda, princ rumunský, spisovatel, herec
  - Svetlana Kitićová, jugoslávská házenkářka
- 10. června – Scott McCloud, americký kreslíř a propagátor komiksu
- 15. června
  - Kim Jong-nam, jihokorejský zápasník, olympijský vítěz
  - Michèle Laroque, francouzská divadelní a filmová herečka
- 17. června – Thomas Haden Church, americký herec, scenárista a režisér
- 19. června – Euklidis Tsakalotos, řecký ekonom a politik, ministr financí
- 23. června – Ricky Evans, velšský ragbista
- 27. června – Michael Mayer, americký divadelní a filmový režisér a herec
- 28. června
  - Claudia Fontaine, britská zpěvačka
  - Marek Jurek, maršálek polského Sejmu
- 30. června – Anna Šišková, slovenská herečka
- 01. července
  - Erik Friedlander, americký violoncellista a hudební skladatel
  - Mikael Håfström, švédský filmový režisér a scenárista
- 04. července – Corinne Hofmannová, švýcarská spisovatelka
- 05. července – Brad Loree, americký herec
- 06. července
  - Valerie Briscoová-Hooksová, americká sprinterka, trojnásobná olympijská vítězka
  - Jozef Pribilinec, sportovní chodec a olympijský vítěz slovenské národnosti
- 11. července – Džafar Panahí, íránský režisér
- 14. července
  - Anna Blighová, předsedkyně vlády státu Queensland
  - Kyle Gass, americký herec a hudebník
  - Jane Lynch, americká komička, herečka a zpěvačka
- 15. července – Willie Aames, americký herec
- 16. července – Natalja Durickaja, ruská výtvarná umělkyně
- 17. července
  - Robin Shou, hongkongský herec
  - Mária Ďurišinová, slovenská házenkářka
- 20. července – Prvoslav Vujčić, srbský spisovatel
- 24. července
  - Vjačeslav Bykov, sovětský hokejista
  - Catherine Destivelle, francouzská horolezkyně
- 30. července – Richard Linklater, americký filmový režisér a scenárista
- 02. srpna – Neal Morse, americký multiinstrumentalista a skladatel
- 03. srpna – Anna-Maria Ravnopolska-Dean, bulharská harfistka, komponistka a hudební pedagožka
- 04. srpna – José Luis Rodríguez Zapatero, španělský premiér
- 06. srpna – Marie Pia z Lichtenštejna, lichtenštejnská kněžna a diplomatka
- 07. srpna – David Duchovny, americký herec a režisér
- 09. srpna – Barbara De Rossi, italská herečka
- 10. srpna – Antonio Banderas, španělský herec, režisér, filmový producent a zpěvák
- 11. srpna
  - Eva Gesine Baur, německá spisovatelka
  - Gholam Reza Ramezani, íránský režisér, scenárista a producent
- 12. srpna – Laurent Fignon, francouzský cyklista († 31. srpna 2010)
- 13. srpna
  - Janusz Kurtyka, polský historik († 10. dubna 2010)
  - Joe Simpson, anglický horolezec a spisovatel
- 14. srpna – Sarah Brightmanová, anglická sopranistka, herečka a tanečnice
- 16. srpna – Franz Welser-Möst, rakouský dirigent
- 17. srpna – Sean Penn, americký herec a režisér
- 21. srpna – Ángel Fernández Artime, španělský salesiánský kněz, hlavní představený
- 22. srpna
  - Alfonso Vilallonga, španělský hudební skladatel, aranžér, hudebník a zpěvák
  - Ján Nemec, slovenský tanečník
- 24. srpna – Franz Viehböck, rakouský kosmonaut
- 25. srpna – Maxim Biller, německý spisovatel
- 26. srpna
  - Branford Marsalis, americký jazzový saxofonista, skladatel
  - Bernard Minier, francouzský spisovatel
- 29. srpna – Tony MacAlpine, americký kytarista, hudební skladatel a klávesista
- 05. září
  - Abdulláh Abdulláh, premiér Afghánistánu
  - John Kurzweg, americký hudební producent
- 08. září
  - Stefano Casiraghi, italský sportovec a obchodník, druhý manžel monacké princezny Caroline († 3. října 1990)
  - Alexi Grewal, americký silniční cyklista indického původu, olympijský vítěz
- 09. září – Hugh Grant, britský herec
- 10. září – Colin Firth, britský herec
- 11. září
  - Hiroši Amano, japonský fyzik, nositel Nobelovy ceny
  - Ramón Vargas, mexický zpěvák a operní pěvec-tenorista
- 12. září – Ladislav Molnár, slovenský fotbalista, brankář
- 13. září – Kevin Carter, jihoafrický fotograf a žurnalista († 27. června 1994)
- 14. září
  - Melissa Leo, americká herečka
  - Callum Keith Rennie, britský herec
- 15. září – Martin Babjak, slovenský operní pěvec-barytonista
- 16. září
  - Ean Evans, baskytarista skupiny Lynyrd Skynyrd († 6. května 2009)
  - Danny John-Jules, britský herec a tanečník
  - Mike Mignola, americký komiksový scenárista a kreslíř
- 17. září – Damon Hill, pilot F1
- 18. září – Nils Petter Molvær, norský jazzový trumpetista, skladatel a producent
- 19. září – Oksana Zabužko, ukrajinská básnířka
- 23. září – Jason Carter, britský herec
- 25. září
  - Milan Bahúl, slovenský herec
  - Andrzej Stasiuk, polský spisovatel
- 29. září – Carol Welsmanová, kanadská jazzová zpěvačka-skladatelka a klavíristka
- 02. října – Joe Sacco, tvůrce komiksů maltsko-amerického původu
- 06. října – Yves Leterme, předseda belgické vlády
- 10. října
  - Kenny Garrett, americký jazzový altsaxofonista a flétnista
  - Simon Townshend, britský kytarista, zpěvák, skladatel
- 15. října – Joram Kohen, ředitel hlavní izraelské bezpečnostní služby Šin Bet
- 17. října – Rob Marshall, americký filmový a divadelní režisér a choreograf
- 18. října
  - Craig C. Mello, americký molekulární biolog, nositel Nobelovy ceny
  - Jean-Claude van Damme, belgický šampion bojových umění a herec
- 20. října
  - Lepa Brena, bosenská zpěvačka
  - Nanette Raybaud, francouzská sportovní lezkyně
- 23. října – Randy Pausch, americký profesor počítačové vědy († 25. července 2008)
  - Jaroslav Zajac, slovenský fotbalista, obránce
- 24. října
  - B.D. Wong, americký televizní a filmový herec
  - Petr Kůrka, sportovní střelec,mistr světa
- 26. října – Mark Schultz, americký zápasník, olympijský vítěz
- 27. října – Oleg Bryžak, německý operní zpěvák-basista ukrajinského původu († 24. března 2015)
- 29. října – Agim Çeku, albánský premiér Kosova
- 30. října
  - Diego Maradona, argentinský fotbalista († 25. listopadu 2020)
  - Rob Tognoni, australský rockový kytarista a zpěvák
- 31. října – Kýros Rezá Pahlaví, titulární íránský šáh z dynastie Pahlaví
- 01. listopadu – Tim Cook, americký generální ředitel Applu
- 02. listopadu – Bruce Baumgartner, americký zápasník, olympijský vítěz
- 03. listopadu – Karch Kiraly, americký volejbalista, trojnásobný olympijský vítěz
- 05. listopadu
  - Patty, japonská popová zpěvačka
  - Tilda Swintonová, britská herečka
- 07. listopadu – Tommy Thayer, americký kytarista rockové skupiny Kiss
- 08. listopadu
  - Charles A. Coulombe, americký katolický historik, spisovatel
  - Oleg Jevgeňjevič Meňšikov, ruský divadelní a filmový herec
- 18. listopadu – Kim Wilde, anglická zpěvačka a profesionální zahradnice
- 10. listopadu – Neil Gaiman, britský spisovatel
- 11. listopadu
  - Norman L. Eisen, velvyslanec Spojených států v České republice
  - Peter Parros, americký herec
  - Stanley Tucci, americký herec, režisér, scenárista
- 22. listopadu
  - Leos Carax, francouzský filmový režisér a herec
  - Ján Gallovič, slovenský herec
- 25. listopadu
  - John F. Kennedy mladší, americký novinář, právník, druhý potomek Johna F. Kennedyho († 16. července 1999)
  - Juliusz Erazm Bolek, polský spisovatel
- 27. listopadu
  - Nigel Marven, britský televizní producent scenárista a ornitolog
  - Julija Tymošenková, předsedkyně vlády Ukrajiny
- 01. prosince – Andrea Ehrigová-Mitscherlichová, východoněmecká rychlobruslařka, olympijská vítězka
- 03. prosince
  - Daryl Hannah, americká filmová herečka
  - Igor Larionov, ruský hokejista
  - Julianne Moore, americká herečka
- 04. prosince – Glynis Nunnová, australská atletka, olympijská vítězka v sedmiboji
- 05. prosince
  - Brian Bromberg, americký jazzový kontrabasista a baskytarista
  - Osvaldo Golijov, argentinsko-izraelský hudební skladatel
- 10. prosince
  - Kenneth Branagh, britský herec, režisér, scenárista a producent
  - Lang Pching, čínská volejbalistka
- 11. prosince – Rachel Portman, britská skladatelka filmové hudby
- 12. prosince – Martina Hellmannová, německá olympijská vítězka v hodu diskem
- 13. prosince – Trey Gunn, americký hudebník
- 14. prosince
  - Wolf Haas, rakouský spisovatel
  - James Comey, ředitel FBI
  - Ebráhím Raísí, íránský konzervativní politik a prezident Íránu
- 15. prosince – Gary Foote, britský saxofonista, flétnista, bubeník a skladatel
- 16. prosince – Jellina Zverevová, běloruská atletka, olympijská vítězka v hodu diskem
- 17. prosince – Moreno Argentin, italský cyklista
- 20. prosince – Kim Ki-duk, korejský filmový režisér († 11. prosince 2020)
- 22. prosince – Jean-Michel Basquiat, americký malíř († 12. srpna 1988)
- 27. prosince
  - Maryam d'Abo, anglická herečka
  - Martin Glover, britský hudebník
  - Anton Rop, předseda vlády Republiky Slovinsko
- 28. prosince – Ray Bourque, kanadský lední hokejista
- 29. prosinec – Jeff Campitelli, americký hudebník
- 0?
  - Ahmad Džabarí, velitel brigád palestinského teroristického hnutí Hamás († 14. listopadu 2012)
  - Ace Baker, americký skladatel a klávesista
  - Vlado Bálint, slovenský spisovatel
  - Bruno Comby, francouzský environmentalista, fyzik a spisovatel
  - Myriam Cyr, kanadská herečka a spisovatelka
  - Andrej Čežin, ruský novinářský fotograf a malíř
  - Declan Lowney, irský televizní a filmový režisér
  - David Lincoln Rabinowitz, americký astronom
  - Nassim Nicholas Taleb, libanonsko-americký ekonom a esejista
  - Stephan Templ, rakouský historik architektury, novinář a spisovatel
  - Susanna White, britská režisérka

## Úmrtí

### Česko
- 08. ledna

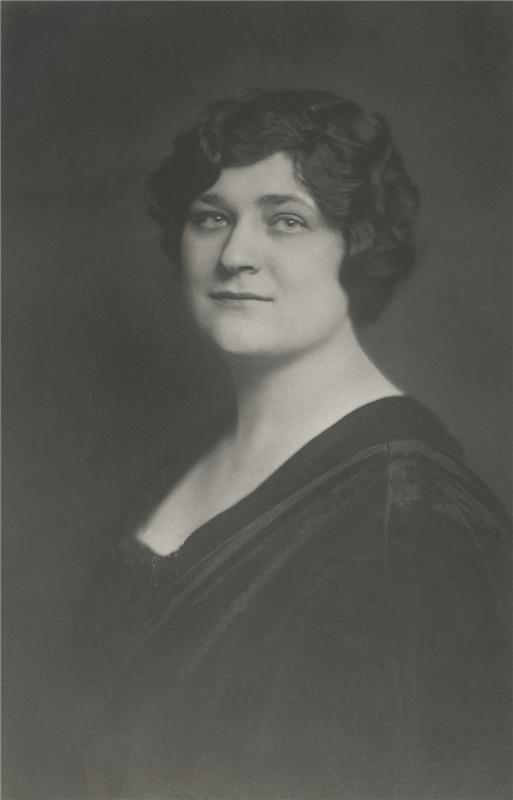
Růžena Nasková († 17. června)

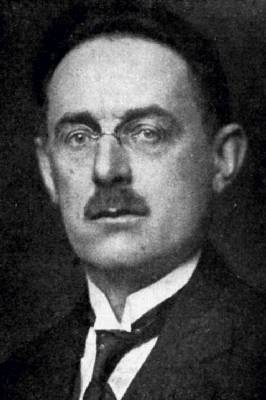
Karel Absolon († 6. října)

  - Jan Fischer, malíř a ilustrátor (* 22. ledna 1907)
  - František Klokner, rektor Českého vysokého učení technického (* 10. listopadu 1872)
  - Franz Sitte, katolický kněz (* 17. února 1896)
- 18. ledna – Václav Vacek, československý politik (* 11. září 1877)
- 21. ledna – Antonín Janda-Očko, československý fotbalový reprezentant (* 21. září 1892)
- 27. ledna – František Mencl, mostní stavitel (* 21. ledna 1879)
- 07. února – Vincenc Kramář, historik umění a sběratel (* 8. května 1877)
- 09. února – Jaroslav Josef Polívka, stavební inženýr (* 20. dubna 1886)
- 13. února – František Lexa, egyptolog (* 5. dubna 1876)
- 16. února – František Eduard Bednárik, architekt (* 11. února 1902)
- 21. února – Dalibor Pták, herec, zpěvák, skladatel a klavírista (* 31. prosince 1894)
- 25. února – Gabriel Volko, československý politik slovenské národnosti (* 26. října 1873)
- 03. března – Antonín Rýdl, herec a divadelní režisér (* 10. ledna 1885)
- 15. března – Eduard Čech, matematik (* 29. června 1893)
- 17. března – Emanuel Šlechta, československý politik, ministr techniky a stavebnictví (* 19. prosince 1895)
- 23. března – František Modráček, československý politik (* 8. září 1871)
- 01. dubna – Emanuel Viktor Voska, kameník, agent tajné služby USA (* 4. listopadu 1875)
- 02. dubna
  - Rajmund Habřina, básník, novinář, spisovatel a překladatel (* 28. září 1907)
  - Rudolf Kauschka, turista, horolezec a spisovatel německé národnosti (* 2. října 1883)
- 12. dubna – František Forst, hudební skladatel (* 2. června 1891)
- 22. dubna – Antonín Hasal, československý armádní generál a ministr (* 7. ledna 1883)
- 25. dubna
  - Vojtěch Martínek, spisovatel (* 11. dubna 1887)
  - Inocenc Arnošt Bláha, sociolog, filosof a pedagog (* 28. července 1879)
- 29. dubna – Alois Zima, architekt (* 31. ledna 1873)
- 16. května – Jiří Eliáš, klavírista a hudební skladatel (* 22. srpna 1908)
- 18. května – Jindřich Černý, spisovatel (* 6. dubna 1905)
- 23. května – Jana Kovaříková, herečka (* 12. dubna 1890)
- 11. června – Břetislav Štorm, architekt a grafik (* 21. června 1907)
- 17. června
  - Růžena Nasková, herečka (* 28. listopadu 1884)
  - Karel Němec, malíř a grafik (* 25. října 1879)
- 18. června – Karel Mareš, generál a letec (* 3. listopadu 1898)
- 24. června – František Vnouček, herec (* 27. prosince 1903)
- 04. července – Bedřich Blažek, malíř (* 5. března 1901)
- 23. července – František Omelka, učitel a spisovatel (* 19. srpna 1904)
- 26. července – Váša Příhoda, houslista (* 22. srpna 1900)
- 28. července – Arnold Jirásek, chirurg (* 3. července 1887)
- 05. srpna – Theodor Pištěk, herec (* 13. června 1895)
- 06. srpna – Antonín Ludvík Stříž, kněz, básník, literární historik a překladatel (* 17. listopadu 1888)
- 23. srpna
  - Jaroslav Baumbruck, výtvarník, akademický malíř a ilustrátor (* 23. listopadu 1921)
  - Bedřich Andres, profesor práva (* 23. května 1898)
- 26. srpna – Ludmila Matiegková, učitelka a egyptoložka (* 9. března 1889)
- 29. srpna – Jaroslav Žák, spisovatel (* 28. listopadu 1906)
- 04. září – Antonín Trýb, lékař, básník a spisovatel (* 8. března 1884)
- 14. září – Karel Dunovský, čs. ministr pošt a telegrafů (* 5. května 1878)
- 23. září – Antonín Kurš, divadelní režisér, herec a překladatel (* 6. dubna 1901)
- 27. září – Božena Folkmanová, zooložka a parazitoložka (* 28. ledna 1903)
- 30. září – Drahomír Josef Růžička, česko-americký lékař a fotograf (* 8. února 1870)
- 02. října – Jaroslav Doubrava, hudební skladatel (* 25. dubna 1909)
- 06. října – Karel Absolon, krasový badatel a archeolog (* 16. června 1877)
- 07. října – Jan Zahradníček, básník (* 17. ledna 1905)
- 12. října – Karel Oliva, lingvista a spisovatel (* 8. listopadu 1886)
- 18. října – Karel Černý, malíř (* 19. února 1910)
- 20. října – František Spilka, dirigent, hudební skladatel (* 13. listopadu 1877)
- 21. října – Linka Procházková, malířka (* 23. ledna 1884)
- 22. října – Josef Blau, sudetoněmecký učitel, vlastenec a historik (* 12. srpna 1872)
- 26. října – Antonín Pustka, sběratel lidových písní (* 4. května 1877)
- 07. listopadu – Josef Blekta, pedagog a muzejník (* 21. prosince 1882)
- 17. listopadu – Vladivoj Tomek, skaut, oběť komunistického režimu (* 9. června 1933)
- 18. listopadu – Marie Hoppe-Teinitzerová, textilní a průmyslová výtvarnice (* 3. července 1879)
- 14. prosince – Jaroslav Petrbok, paleontolog, speleolog, archeolog, botanik a spisovatel (* 25. října 1881)
- 16. prosince – Vladimír Červenka, československý politik (* 24. listopadu 1881)
- 22. prosince – Julius Lébl, herec, scenárista, dramaturg a režisér (* 10. května 1897)
- 28. prosince – František Kreuzmann starší, zpěvák a herec (* 11. října 1895)
- neznámé datum
  - Franz Scholz, československý politik německé národnosti (* 1876)
  - Ladislav Veselský, československý fotbalový reprezentant (* 9. října 1902)

### Svět
- 02. ledna

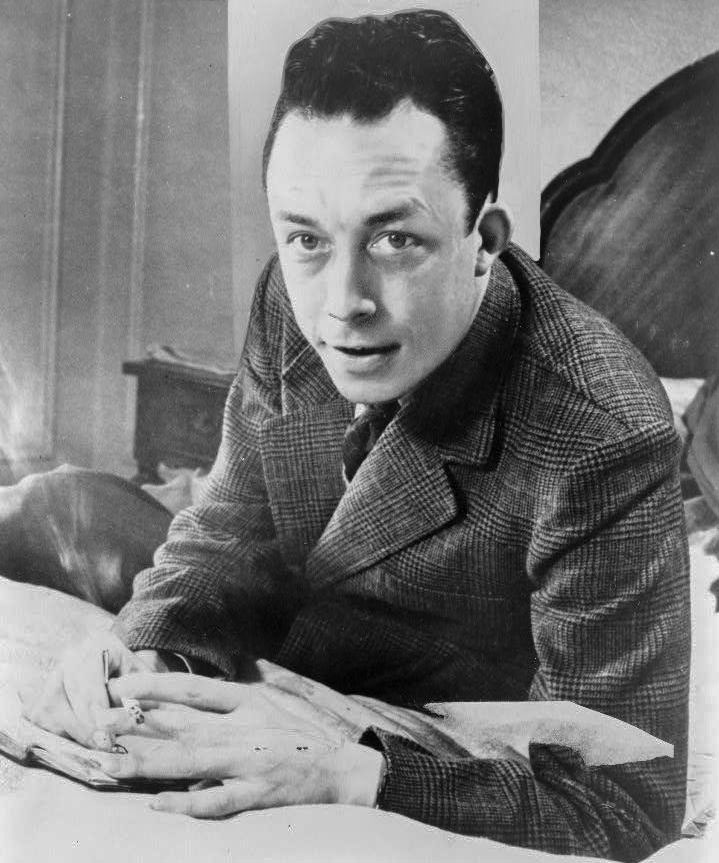
Albert Camus († 4. ledna)

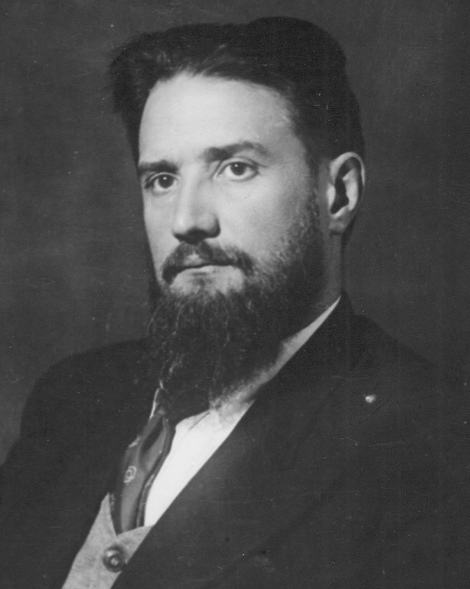
Igor Kurčatov († 7. února)

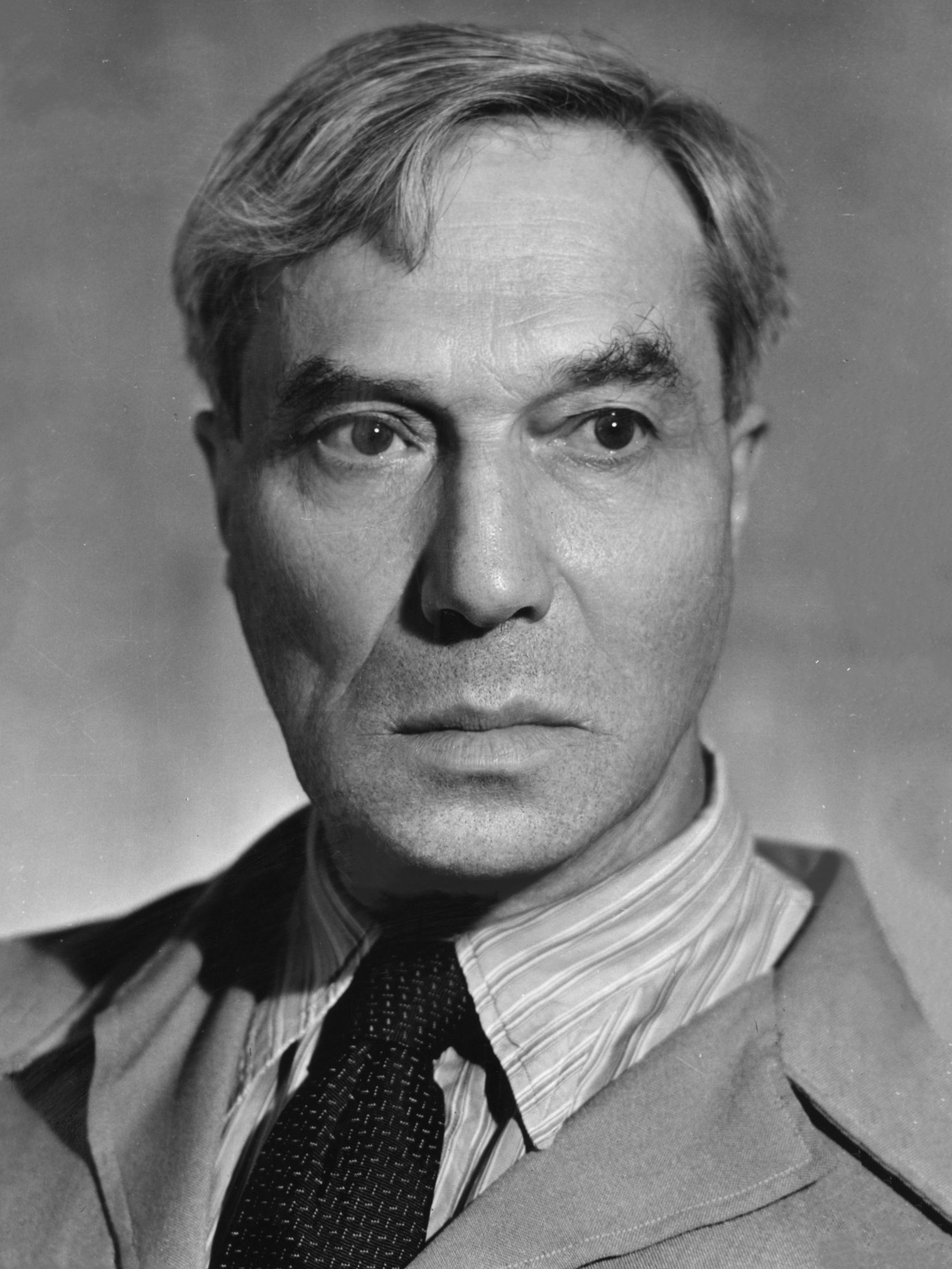
Boris Leonidovič Pasternak († 30. května)

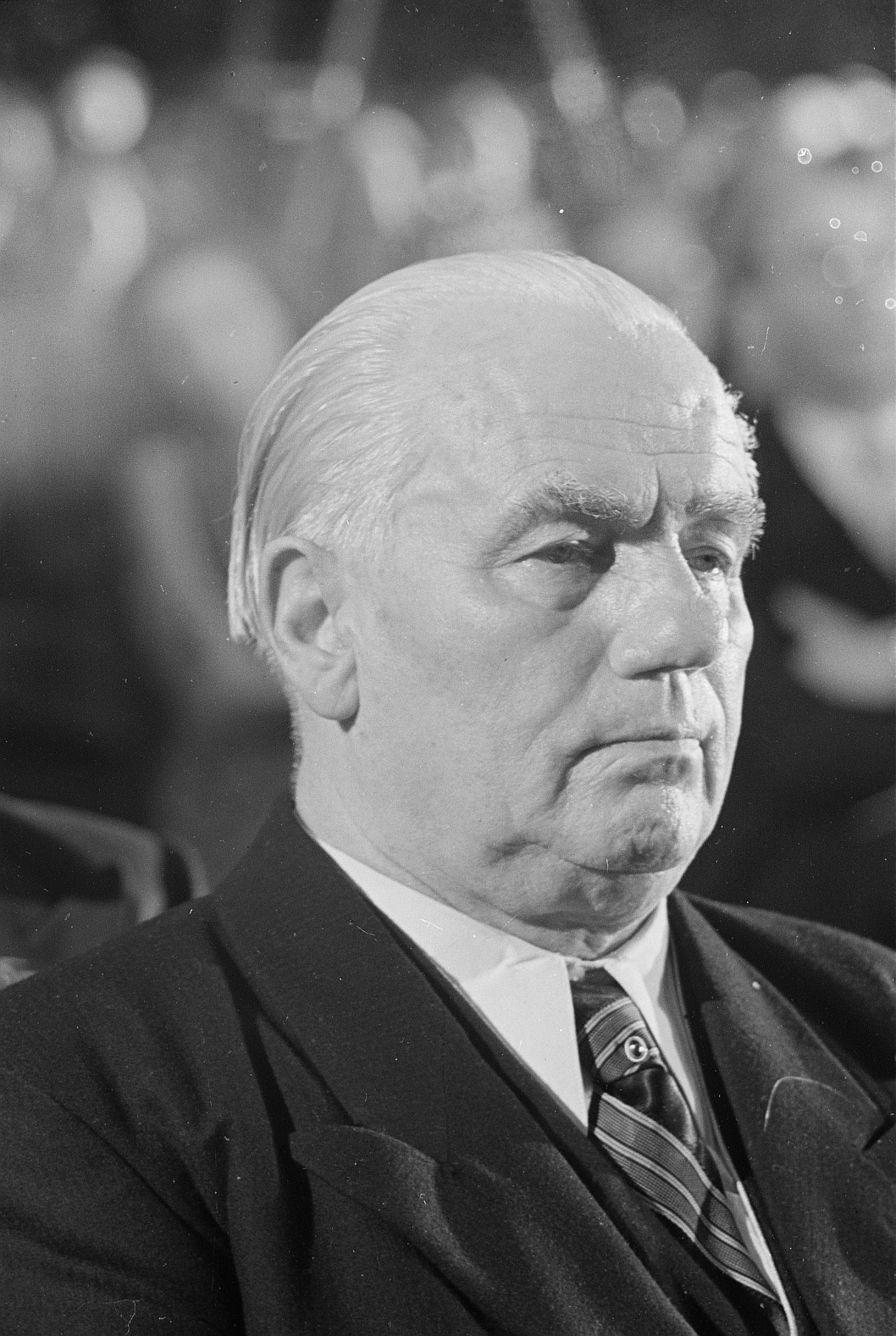
Wilhelm Pieck († 7. září)

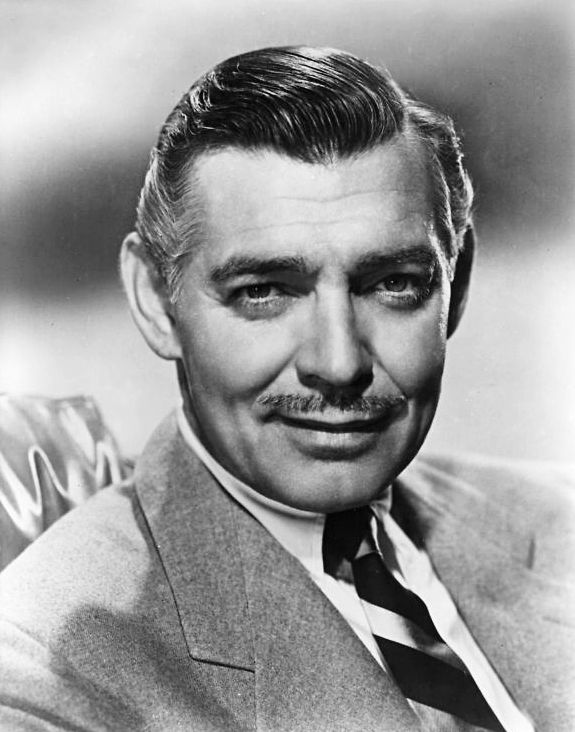
Clark Gable († 16. listopadu)

  - Friedrich Adler, rakouský sociálně-demokratický politik (* 9. červenec 1879)
  - Fausto Coppi, italský závodník v silniční cyklistice (* 15. září 1919)
- 04. ledna – Albert Camus, francouzský spisovatel a filozof (* 7. listopadu 1913)
- 05. ledna – Francisco Sabaté Llopart, katalánský anarchista (* 30. března 1915)
- 06. ledna – Erik Lindahl, švédský ekonom (* 21. listopadu 1891)
- 07. ledna – Dorothea Douglassová Chambersová, anglická tenistka, olympijská vítězka (* 3. září 1878)
- 10. ledna – Jean-Baptiste Laviolette, kanadský hokejista (* 27. července 1879)
- 21. ledna – Ivan Pregelj, slovinský spisovatel (* 27. října 1883)
- 06. února – Karl Maybach, německý konstruktér (* 6. července 1879)
- 07. února – Igor Kurčatov, sovětský jaderný fyzik (* 8. ledna 1903)
- 08. února – John Langshaw Austin, britský jazykovědec (* 26. března 1911)
- 09. února
  - Alexandre Benois, ruský scénograf, kostýmní návrhář, malíř a baletní libretista (* 3. května 1870)
  - Giles Gilbert Scott, anglický architekt (* 9. listopadu 1880)
- 10. února – Aloysius Stepinac, chorvatský kardinál, arcibiskup Záhřebu (* 8. května 1898)
- 11. února – Victor Klemperer, německý spisovatel (* 9. října 1881)
- 17. února – Vilho Petter Nenonen, finský generál (* 6. března 1883)
- 19. února – Hans Christian Hansen, premiér Dánska (* 8. listopadu 1906)
- 20. února
  - Adone Zoli, premiér Itálie (* 16. prosince 1887)
  - Leonard Woolley, britský archeolog (* 17. dubna 1880)
- 01. března – František Hečko, slovenský básník (* 10. června 1905)
- 10. března – Xenie Petrović-Njegoš, černohorská princezna (* 22. dubna 1881)
- 12. března – Semjon Iljič Bogdanov, sovětský maršál tankových vojsk (* 29. srpna 1894)
- 13. března
  - Alžběta Amálie Habsbursko-Lotrinská, rakouská arcivévodkyně a lichtenštejnská princezna (* 7. července 1878)
  - Louis Wagner, francouzský automobilový závodník, průkopník automobilismu i letectví a fotbalista (* 5. února 1882)
- 14. března – Oliver Kirk, americký boxer, olympijský vítěz (* 20. dubna 1884)
- 20. března – Ioannis Georgiadis, řecký šermíř, olympijský vítěz (* 24. března 1876)
- 27. března – Gregorio Marañón, španělský lékař, psycholog, přírodovědec, historik a spisovatel (* 19. května 1887)
- 28. března – Ladislav Dérer, slovenský lékař, internista a klinický fyziolog (* 11. prosince 1897)
- 02. dubna – Evelyn Cavendishová, anglická šlechtična a vévodkyně z Devonshire (* 27. srpna 1870)
- 12. dubna
  - Ferenc Raichle, maďarský architekt (* 23. února 1869)
  - Walter Peterhans, německý dokumentární fotograf (* 12. června 1897)
- 19. dubna – Beardsley Ruml, americký statistik a ekonom (* 5. listopadu 1894)
- 20. dubna – Paul Fort, francouzský básník (* 1. února 1872)
- 24. dubna – Max von Laue, německý fyzik (* 9. října 1879)
- 26. dubna – Gustaf Lindblom, švédský olympijský vítěz v trojskoku (* 3. prosince 1891)
- 25. dubna – Amanulláh, afghánský král (* 1. června 1892)
- 17. dubna – Eddie Cochran, americký zpěvák a skladatel (* 3. října 1938)
- 28. dubna – Anton Pannekoek, nizozemský astronom a marxistický teoretik (* 2. ledna 1873)
- 08. května – Hugo Alfvén, švédský pozdně romantický hudební skladatel a dirigent (* 1. května 1872)
- 16. května – Harry Schell, americký pilot Formule 1 (* 29. června 1921)
- 30. května – Boris Leonidovič Pasternak, ruský básník a spisovatel (* 10. února 1890)
- 31. května – Walther Funk, německý nacistický ministr hospodářství (* 18. července 1890)
- 01. června – Paula Hitlerová, mladší sestra Adolfa Hitlera (* 21. ledna 1896)
- 09. června – Semjon Alexejevič Lavočkin, sovětský letecký konstruktér (* 11. září 1900)
- 13. června – Kenneth McArthur, jihoafrický atlet, olympijský vítěz v maratonu (* 10. února 1881)
- 20. června – John Brendan Kelly, americký veslař, který získal tři zlaté olympijské medaile (* 4. října 1889)
- 25. června
  - Walter Baade, německý astronom (* 24. března 1893)
  - Otto Ender, kancléř Rakouska (* 24. prosince 1875)
- 27. června
  - Sima Pandurović, srbský básník (* 14. ledna 1883)
  - Lottie Dodová, pětinásobná wimbledonská vítězka (* 24. září 1871)
- 06. července – Aneurin Bevan, britský politik (* 15. listopadu 1897)
- 13. července – Jozef Cíger-Hronský, slovenský spisovatel a malíř (* 23. února 1896)
- 14. července
  - Alice Manfield, horská průvodkyně a fotografka (* 1878)
  - Józef Haller de Hallenburg, polský generál (* 13. srpna 1873)
- 15. července – Anton Giulio Bragaglia, italský fotograf (* 11. února 1890)
- 16. července – Albert Kesselring, německý polní maršál (* 30. listopadu 1885)
- 17. července – blahoslavený Pavel Peter Gojdič, řeckokatolický biskup a mučedník
- 26. července
  - Oľga Paulinyová, slovenská spisovatelka (* 8. prosince 1876)
  - Maud Leonora Menten, kanadská lékařka a biochemička (* 20. března 1879)
- 28. července
  - Clyde Kluckhohn, americký kulturní antropolog (* 11. ledna 1905)
  - Ethel Lilian Voynich, britská spisovatelka a hudební skladatelka (* 11. května 1864)
- 30. července – Rudolf Jašík, slovenský prozaik, básník a publicista (* 2. prosince 1919)
- 07. srpna – André Bloch, francouzský hudební skladatel a pedagog (* 14. ledna 1873)
- 10. srpna – Hamide Ayşe Sultan, osmanská princezna, spisovatelka (* 2. listopadu 1887)
- 22. srpna – Eduard Pütsep, estonský zápasník, zlato na OH 1924 (* 21. října 1898)
- 05. září – Ivan Horváth, slovenský spisovatel a politik (* 26. července 1904)
- 07. září – Wilhelm Pieck, prezident Německé demokratické republiky (* 3. ledna 1876)
- 08. září – Oscar Pettiford, americký jazzový kontrabasista (* 30. září 1922)
- 16. září – Leo Spitzer, rakousko-americký, filolog, historik a literární kritik (* 7. února 1887)
- 22. září
  - Archip Georgijevič Abaginskij, rusko–jakutský básník (* 20. ledna 1907)
  - Melanie Kleinová, rakouská psychoanalytička (* 30. března 1882)
- 05. října – Alfred Louis Kroeber, americký antropolog, historik a lingvista (* 11. června 1876)
- 15. října
  - Felice Bauerová, snoubenka Franze Kafky (* 18. listopadu 1887)
  - Ja'akov Moše Toledano, vrchní rabín Káhiry, Alexandrie a Tel Avivu (* 18. srpna 1880)
  - Henny Portenová, německá herečka éry němého filmu (* 7. ledna 1890)
- 17. října – Violet Wegnerová, princezna černohorská (* 2. února 1887)
- 23. října – Antoine Béguère, francouzský ragbista (* 29. září 1901)
- 24. října – Mitrofan Ivanovič Nedělin, velitel Strategických raketových sil SSSR (* 9. listopadu 1902)
- 25. října – José Padilla Sánchez, španělský hudební skladatel a klavírista (* 28. května 1889)
- 05. listopadu
  - August Gailit, estonský spisovatel (* 9. ledna 1891)
  - Mack Sennett, americký režisér, producent a herec (* 17. ledna 1880)
  - Jasuna Kozono, velitel japonského císařského námořního letectva (* 1. listopadu 1902)
  - Johnny Horton, americký zpěvák (* 30. dubna 1925)
- 06. listopadu – Erich Raeder, vrchní velitel německého válečného loďstva (* 24. dubna 1876)
- 07. listopadu – Vincenc Kramář, český historik umění, odborník na soudobé moderní umění (* 8. května 1877)
- 16. listopadu – Clark Gable, americký filmový herec (* 1. února 1901)
- 10. prosince – Mado Robin, francouzská sopranistka (* 29. prosince 1918)
- 17. prosince – Boris Ivanovič Čeranovskij, sovětský letecký konstruktér (* 13. července 1896)
- 26. prosince – Georgij Michajlovič Brjancev, ruský sovětský spisovatel a scenárista (* 6. května 1904)
- neznámé datum
  - Naftalij Aronovič Frenkel, sovětský čekista (* 1883)
  - Bogoljub Jevtić, srbský diplomat, jugoslávský premiér (* 24. prosince 1886)

## Hlavy států
- Československo – Antonín Novotný (1957–1968) (premiér Viliam Široký 1953–1963)
- Čína – Mao Ce-tung (1949–1976)
- Dánsko – Frederik IX. (1947–1972)
- Egypt – Gamál Násir (1956–1970)
- Francie – Charles de Gaulle (1959–1969)
- Itálie – Giovanni Gronchi (1955–1962)
- Japonsko – Hirohito (1926–1989)
- Maďarsko – István Dobi (1952–1967)
- Německá demokratická republika – Wilhelm Pieck (1949–1960) / Walter Ulbricht (1960–1973)
- Nizozemsko – Juliána Nizozemská (1948–1980)
- Rakousko – Adolf Schärf (1957–1965) (kancléř Julius Raab 1953–1961)
- Řecko – Pavel I. (1947–1964)
- Sovětský svaz – Nikita Sergejevič Chruščov (1953–1964)
- Spojené království – Alžběta II. (1952–2022) (premiér Harold Macmillan 1957–1963)
- Spolková republika Německo – Heinrich Lübke (1959–1969) (kancléř Konrad Adenauer 1949–1963)
- Španělsko – Francisco Franco (1939–1975)
- Švédsko – Gustav VI. Adolf (1950–1973)
- Turecko – Celâl Bayar (1950–1960) / Cemal Gürsel (1960–1966)
- USA – Dwight D. Eisenhower (1953–1961)
- Vatikán – Jan XXIII. (1958–1963)

### Digitální archivy k roku 1960
- Československý filmový týdeník v archivu České televize – rok 1960
- Dokumentární cyklus České televize Retro – rok 1960
- Pořad stanice Český rozhlas 6 Rok po roce – rok 1960
- Rudé právo v archivu Ústavu pro českou literaturu – ročník 40 rok 1960